# Necesidad metafísica
En filosofía, la necesidad metafísica, a veces llamada necesidad lógica amplia, es uno de los muchos tipos diferentes de necesidad, que se encuentra entre la necesidad lógica y la necesidad nomológica (o física), en el sentido de que la necesidad lógica implica la necesidad metafísica, y viceversa: la necesidad metafísica implica una necesidad física, pero no al revés. Se dice que una proposición es necesaria si no hubiera podido ser el caso de que no se diera como verdadera. La necesidad nomológica es una necesidad según las leyes de la física y la necesidad lógica es una necesidad según las leyes de la lógica, mientras que las necesidades metafísicas son necesarias en el sentido de que el mundo no podría haber sido de otra manera. Qué hechos son metafísicamente necesarios y sobre qué base podríamos ver ciertos hechos como metafísicos pero no lógicamente necesarios son temas de discusión sustancial en la filosofía contemporánea.
El concepto de un ser metafísicamente necesario juega un papel importante en ciertos argumentos para la existencia de Dios, especialmente el argumento ontológico, pero la necesidad metafísica es también uno de los conceptos centrales en la filosofía analítica de finales del siglo XX. La necesidad metafísica ha demostrado ser un concepto controvertido y criticado por David Hume, Immanuel Kant, J. L. Mackie y Richard Swinburne, entre otros.
La necesidad metafísica se contrasta con otros tipos de necesidad. Por ejemplo, los filósofos de la religión John Hick y William L. Rowe distinguieron los siguientes tres:
1. Necesidad objetiva (necesidad existencial): un ser fácticamente necesario no es causalmente dependiente de ningún otro ser, mientras que cualquier otro ser es causalmente dependiente de él.
2. Necesidad causal (subsumida por Hicks bajo el tipo anterior): un ser causalmente necesario es tal que es lógicamente imposible que sea causalmente dependiente de cualquier otro ser, y es lógicamente imposible que cualquier otro ser sea causalmente independiente de él.
3. Necesidad lógica: un ser lógicamente necesario es un ser cuya inexistencia es una imposibilidad lógica, y que por lo tanto existe eternamente o eternamente en todos los mundos posibles.

Mientras que muchos teólogos (por ejemplo, Anselmo de Canterbury, René Descartes y Gottfried Leibniz ) consideraban a Dios como un ser lógico o metafísico necesario, Richard Swinburne argumentó que es una necesidad objetiva, y Alvin Plantinga argumenta que Dios es un ser causalmente necesario. Debido a que un ser real o causalmente necesario no existe por necesidad lógica, no existe en todos los mundos lógicamente posibles. Por lo tanto, Swinburne usó el término "hecho bruto supremo" para la existencia de Dios.

## Verdadesa prioriy necesarias
En Naming and Necessity, Saul Kripke argumentó que había verdades a posteriori, como Zeus es Júpiter, o agua es H₂O, que sin embargo eran metafísicamente necesarias.